# Чаня
Чаня (словац. Čaňa) — село в окрузі Кошиці-околиця Кошицького краю Словаччини. Площа села 11,56 км². Станом на 31 грудня 2016 року в селі проживало 5836 жителів.
Розташоване на березі кількох озер, найбільше — Ґеча.

## Історія
Перші згадки про село датуються 1255 роком.

## Населення
| Рік:            | 1994. | 2004.    | 2014.    | 2024.   |
| --------------- | ----- | -------- | -------- | ------- |
| Кількість осіб: | 4347  | 5013     | 5750     | 6102    |
| Різниця:        |       | +15,32 % | +14,70 % | +6,12 % |

| Рік:            | 2023. | 2024.   |
| --------------- | ----- | ------- |
| Кількість осіб: | 6051  | 6102    |
| Різниця:        |       | +0,84 % |